# Yasuhiro Nightow
Yasuhiro Nightow (内藤 泰弘, Naitō Yasuhiro, Yokohama, 8 april 1967) is een Japans mangaka. Zijn bekendste werk, Trigun, werd verwerkt tot een anime en een film. Daarnaast ontwierp Nightow de personages voor de computerspellen en animereeks Gungrave. De manga Blood Blockade Battlefront is ook van zijn hand.

## Biografie
Nightow werd geboren in Yokohama. Hij verhuisde naar Yokosuka toen hij nog in de lagere school zat en bracht zijn middelbareschooljaren door in Shizuoka. Zijn eerste aanraking met manga was Fujio Akatsuka's Tensai Bakabon. Leiji Matsumoto was een grote invloed op hem via titels als Yamato, Harlock en 999. Hij hield ook van de mangaka die in het magazine Shonen Sunday verschenen, zoals Rumiko Takahashi en Fujihiko Hosono. Van Katsuhiro Otomo en Fumiko Takano was hij ook fan.
Nightow studeerde sociale wetenschappen en behaalde een masterdiploma in mediastudies aan de Hosei Universiteit. Tijdens zijn studententijd tekende hij manga als hobby en publiceerde hij enkele dojinshi. Nadat hij afstudeerde ging hij aan de slag bij Sekisui House waar hij appartementen verkocht. Na drie en een half jaar nam hij ontslag om fulltime te tekenen. Zijn eerste one-shot manga was gebaseerd op de computerspelreeks Samurai Spirits. Hij tekende ook een verhaal getiteld Cal XXXX voor het Super Jump Magazine.
Met behulp van een vriend in de uitgeverijwereld zond hij in februari 1995 een Trigun verhaal naar het Tokuma Shoten magazine Shonen Captain. Het magazine besloot de manga op regelmatige basis te publiceren vanaf april. In 1997 stopte de publicatie van het magazine echter. Het magazine Young King Ours van Shonen Gahosha sprak Nightow aan voor een nieuwe reeks. Nightow wilde echter eerst Trigun afwerken. In 1998 werd Trigun daarom voortgezet als Trigun Maximum (トライガンマキシマム, Toraigan Makishimamu). Deze strip zette het verhaal verder; de naamverandering gebeurde enkel omdat Nightow van uitgever wisselde. Trigun Maximum liep tot 2007 en werd later uitgebracht als een reeks van 14 volumes. Madhouse verwerkte de manga in 1998 tot een anime. De Engelse versie ervan werd in de Verenigde Staten uitgezonden door Cartoon Network. De grote populariteit van de reeks bij een Amerikaans publiek resulteerde in 2010 in de film Trigun: Badlands Rumble.
Nightow ontwierp de personages en het verhaal van de Sega/Red Entertainment third-person shooter computerspelreeks Gungrave. Deze reeks kreeg later een animeversie.
In 2009 begon Nightow aan een nieuwe mangareeks getiteld Blood Blockade Battlefront. Deze verscheen in verscheidene Jump Square magazines zoals Jump Sq.19 to Jump Sq. Crown. Het verhaal gaat over een fotograaf die het bovennatuurlijke kan zien en zo verwikkeld wordt in een organisatie die tegen monsters en terroristen strijdt.

## Oeuvre
| Titel                                                              | Jaar         | Opmerkingen                                                                                             | Referenties |
| ------------------------------------------------------------------ | ------------ | --- | ----------- |
| Trigun                                                             | 1995–97      | Verschenen in Monthly Shōnen Captain Uitgegeven door Tokuma Shoten in 3 volumes                         |             |
| Trigun Maximum                                                     | 1997–2007    | Verschenen in Young King Ours Uitgegeven door Shonen Gahosha in 14 volumes                              |             |
| Gungrave                                                           | 2002         | Verhaal en design personages, computerspel                                                              |             |
| Gungrave: Overdose                                                 | 2004         | Verhaal en design personages, computerspel                                                              |             |
| Pen & Ink                                                          | 2006         | Uitgegeven door Digital Manga. Een gids over het tekenen van manga Boek, met Satoshi Shiki en Oh! Great | [ 5 ]       |
| Blood Blockade Battlefront (Kekkai Sensen)                         | 2009–2015    | Verschenen in Jump SQ.19, Jump SQ. Crown Uitgegeven door Shueisha in 10 volumes                         |             |
| Blood Blockade Battlefront Back 2 Back (Kekkai Sensen Back 2 Back) | 2015–present | Verschenen in Jump SQ. Crown, Jump SQ. RISE Uitgegeven door Shueisha in 4 volumes                       |             |

- Bibliothèque nationale de France: cb14597651p (data)
- CiNii: DA1922083X
- Gemeinsame Normdatei: 1105222276
- International Standard Name Identifier: 0000 0000 4329 090X
- Library of Congress Control Number: no2004008382
- MusicBrainz: 1d5eb35a-9562-4321-adbd-1f579a3ba978
- Bibliotheek van het Japanse parlement: 01186987
- Nationale Bibliotheek van Israël: 987007412082205171
- Nederlandse Thesaurus van Auteursnamen: 339530111
- Système universitaire de documentation: 085266078
- Virtual International Authority File: 27314685
- WorldCat: E39PBJqFQgKq79wJbcjgxyGvHC